# Jofre V de Rocabertí

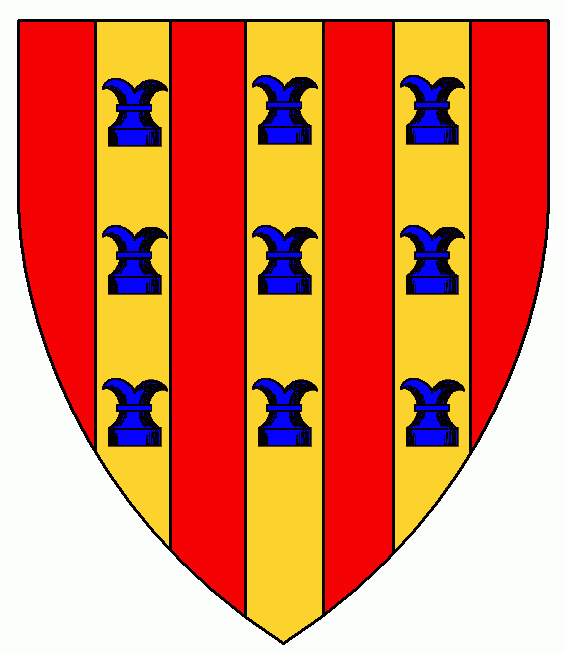
Armes dels Rocabertí

Jofre de Rocabertí i de Serrallonga (? - ?, ? - 1342) conegut com a Jofre V fou vescomte de Rocabertí entre 1324 i 1342. Es va casar amb Elisenda de Montcada, neboda de la reina homònima i filla del majordom reial Ot de Montcada i de Pinós, amb la qual va tenir tres fills: Felip Dalmau I de Rocabertí, hereu del vescomtat, Benet i Joan Guerau.
Començà el seu govern amb problemes a la baronia de Maçanet de Cabrenys per problemes de vassallatge amb el rei de Mallorca, però com que aquesta baronia passà al seu germà Guillem Galceran de Rocabertí aquest conflicte no l'afectà.
Tenia fama de bon diplomàtic i això va fer que fos un dels cinc nobles que havien de dirimir la successió al regne de Mallorca després de la mort de Sanç I de Mallorca, juntament amb el vescomte de Cardona, Bernat de Cabrera, el comte de Pallars i Guillem de Montcada. També fou ell l'encarregat de mitjançar entre el comte de Pallars i el vescomte de Cardona, tot i que la intervenció de l'infant Alfons a favor del primer, que era el seu cunyat, va frustrar l'acció.
Va assistir a la solemne coronació d'aquest infant (Alfons III el Benigne), a Saragossa (1328) i que Ramon Muntaner explica amb gran profusió de detalls a la seva obra. També fou present a la coronació de Pere III el Cerimoniós a la mateixa ciutat (1336). Va participar en la campanya de Granada el 1331, que va resultar un fracàs.